# Cyperus haspan
Cyperus haspan är en halvgräsart som beskrevs av Carl von Linné. Cyperus haspan ingår i släktet papyrusar, och familjen halvgräs. Inga underarter finns listade i Catalogue of Life.

## Bildgalleri

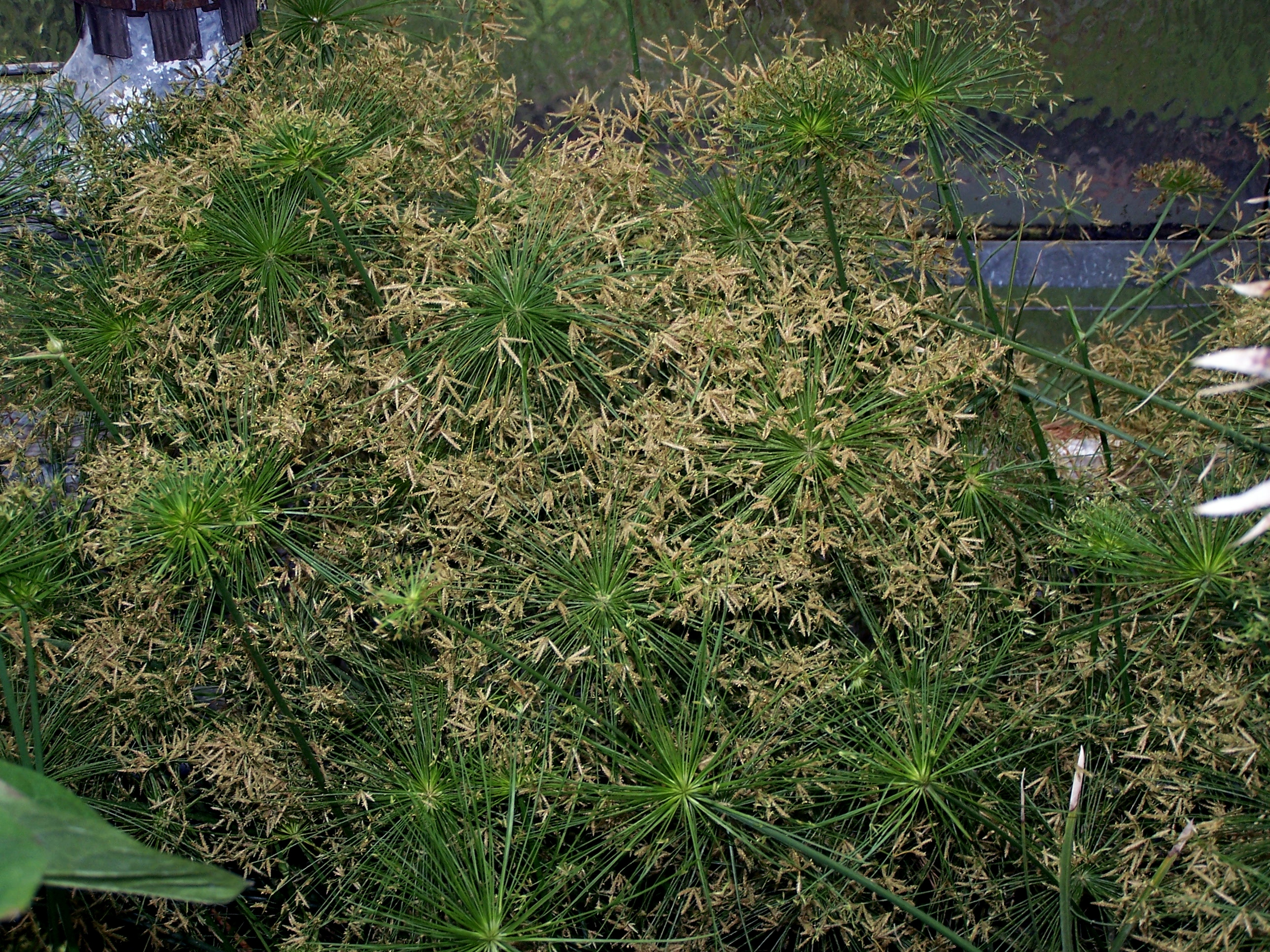
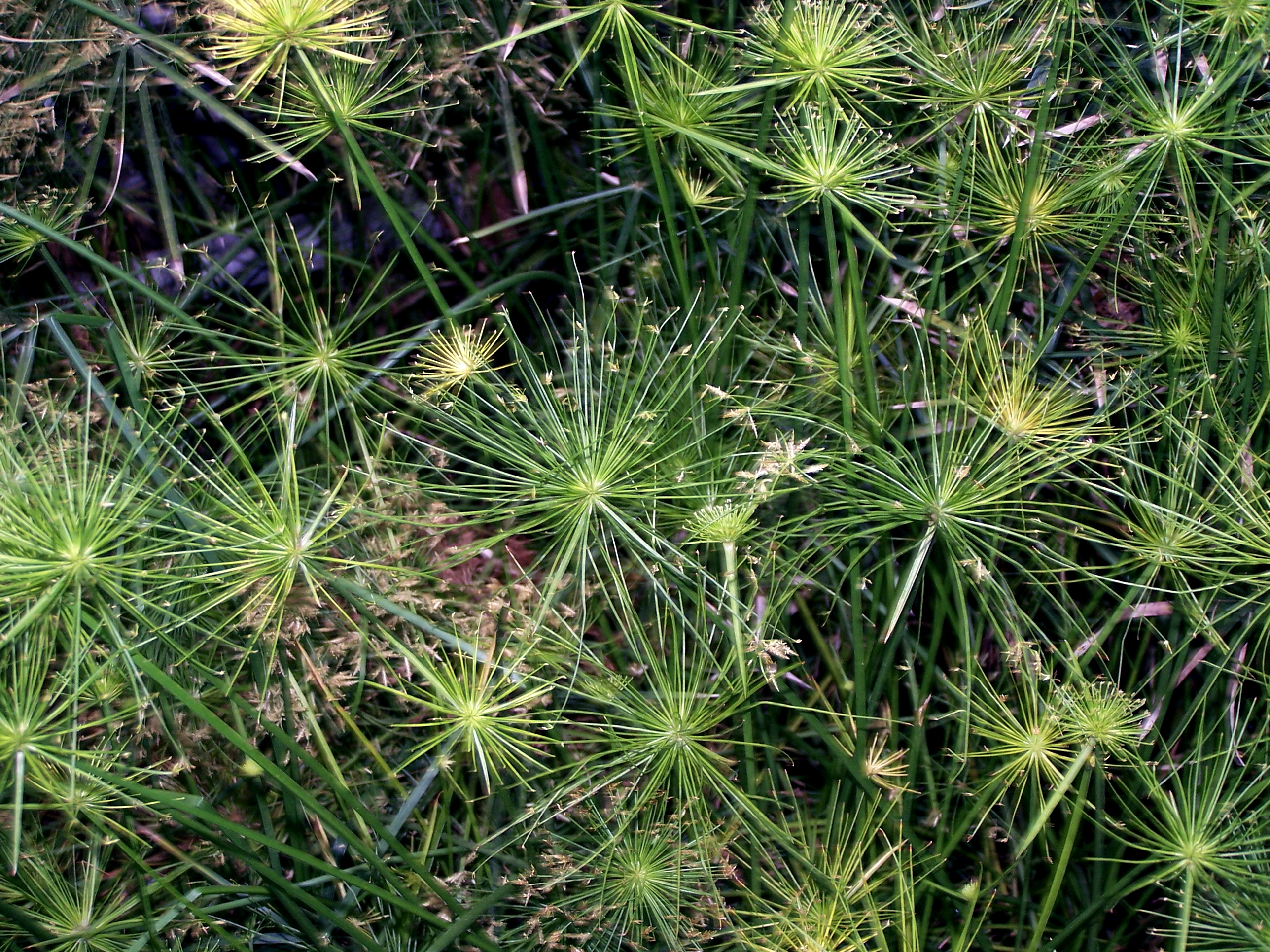
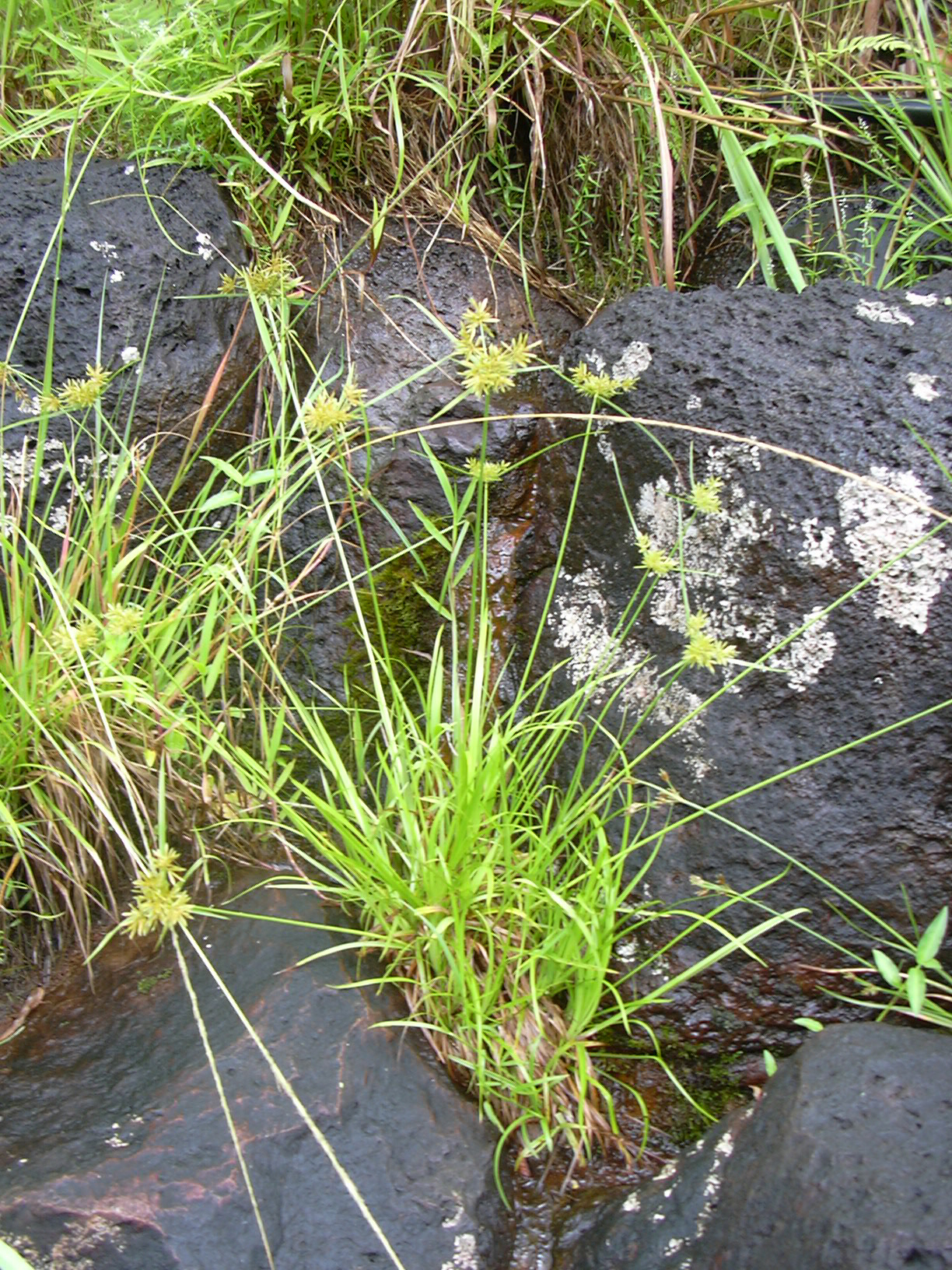
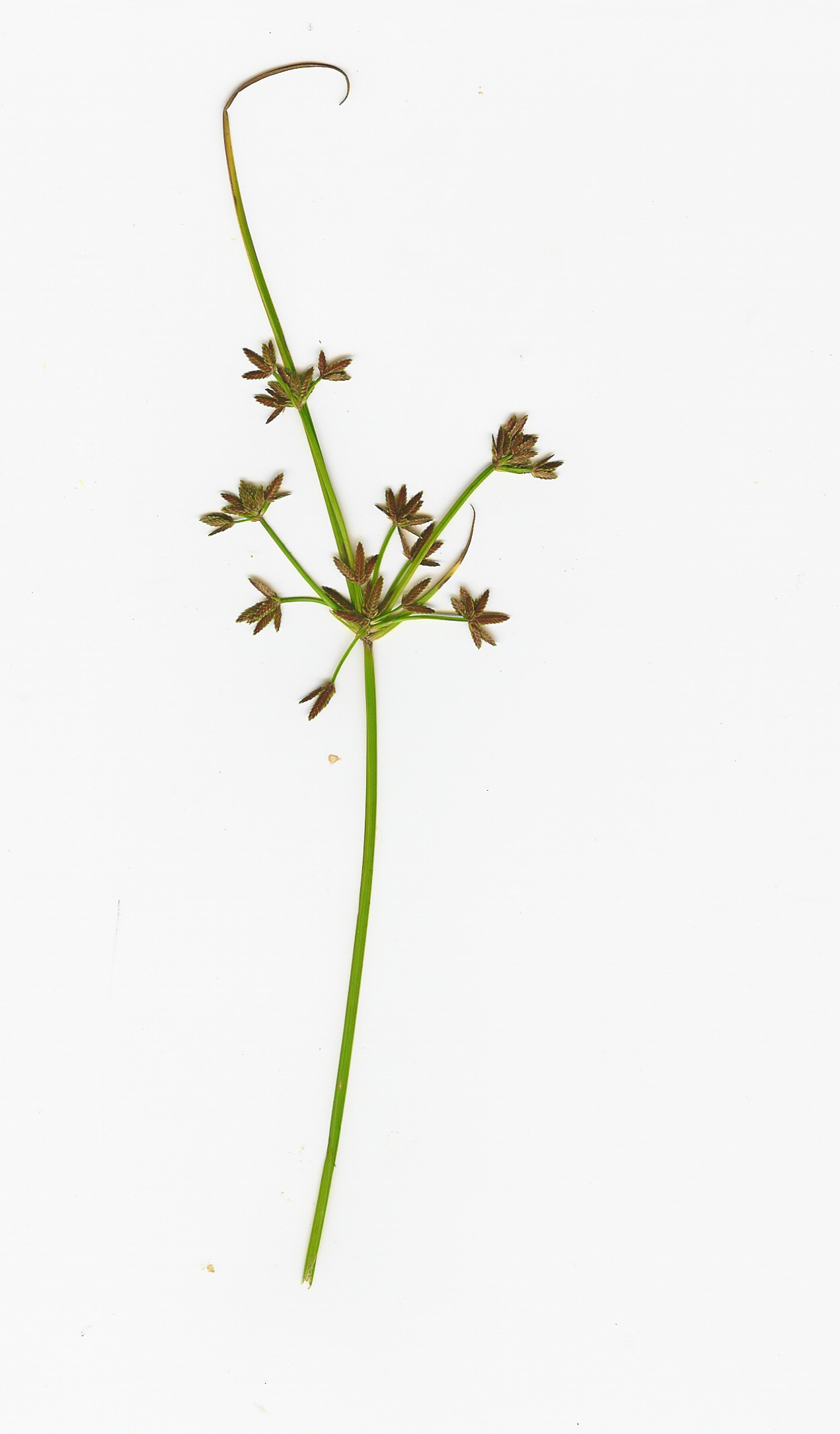
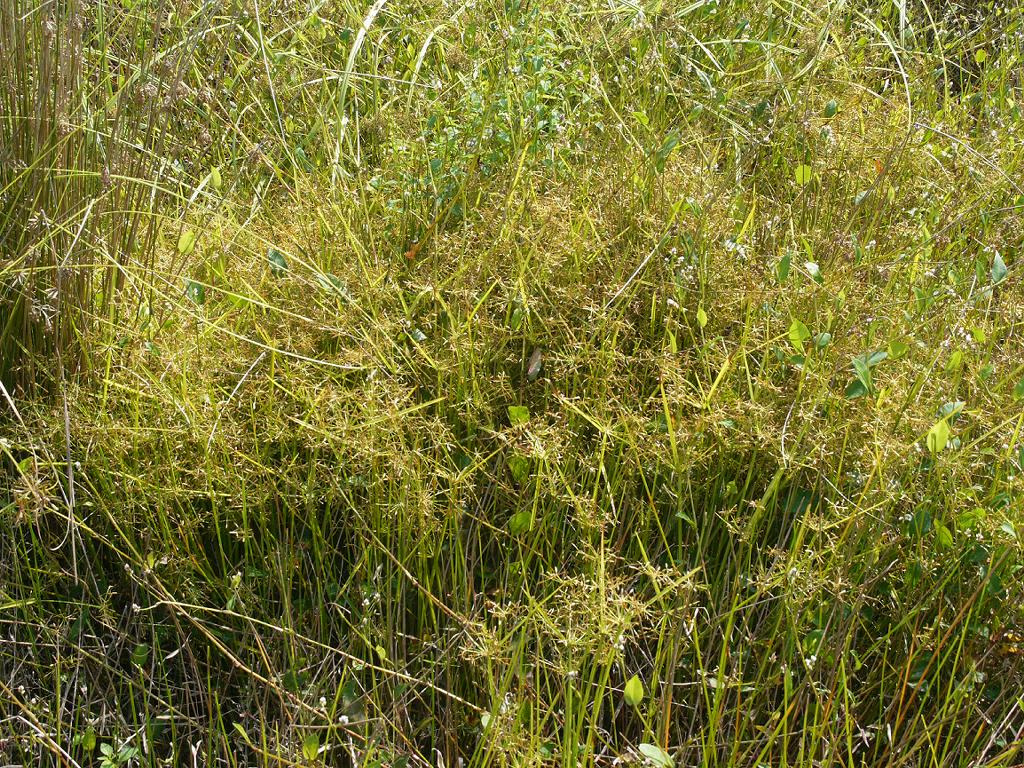
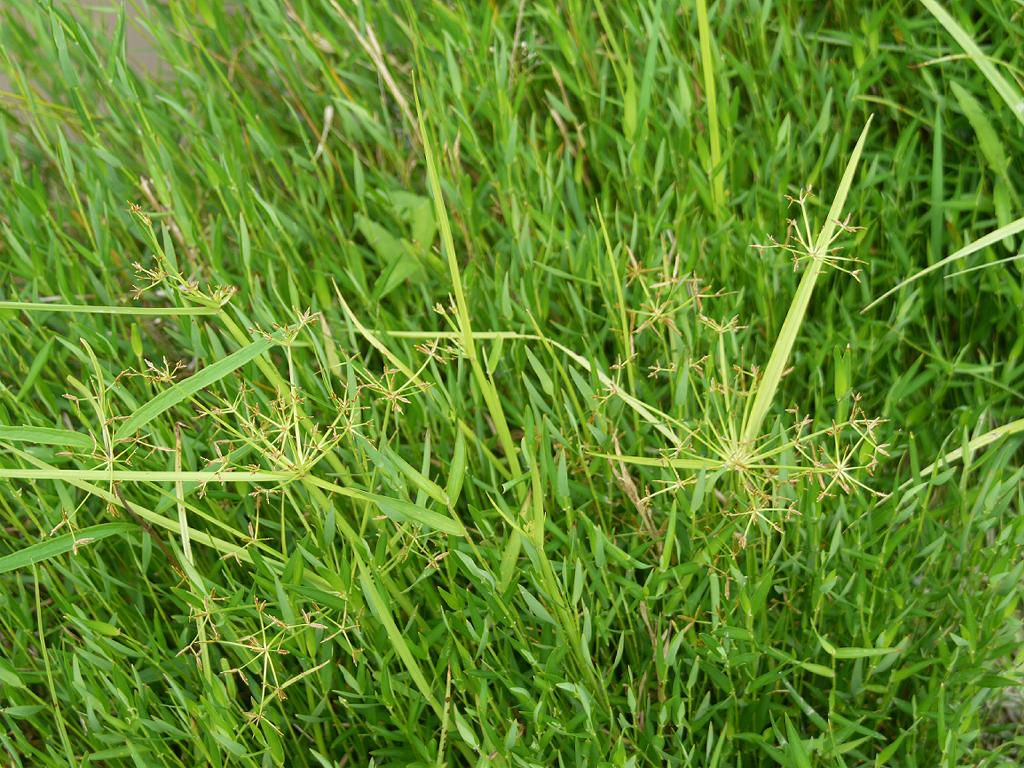